# Matthew C. Butler
Matthew Calbraith Bulter (8 maart 1836 – 14 april 1909) was een Amerikaans advocaat, politicus en militair. Tijdens de Amerikaanse Burgeroorlog diende hij als generaal-majoor in het Confederate States Army. Na de Reconstructieperiode zetelde hij in de Amerikaanse senaat en diende opnieuw als generaal-majoor tijdens de Spaans-Amerikaanse Oorlog.

## Vroege jaren
Matthew C. Butler werd geboren op 8 maart 1836 in Eagle's Crag bij Greenville, South Carolina in een groot gezin met politiek en militair aanzien. Zijn grootvader, William Butler, zetelde in het Huis van Afgevaardigden. Zijn moeder was Jane Tweedy Perry. Ze was de zus van commodore Oliver Hazard Perry en Matthew Calbraith Perry. Zijn vader, Dr. William Butler Jr. zetelde eveneens in het huis van afgevaardigden begin de jaren 1840. Een oom, Andrew Butler zetelde in de Amerikaanse Senaat en een andere oom, Pierce Mason Butler, was gouverneur van South Carolina tussen 1836 en 1838. Zijn neef was Preston Brooks die senator Charles Sumner aanviel met een wandelstok tijdens een zitting van de senaat in 1856. James Bonham die sneuvelde in de Slag om de Alamo en de latere Zuidelijke brigadegeneraal Milledge Luke Bonham waren eveneens familie van Butler.
In 1848 vergezelde Butler zijn vader naar Arkansas waar William Butler Amerikaanse gezant was bij de Cherokee. Na het overlijden van zijn vader in 1850 keerde Butler terug naar Edgefield, South Carolina waar hij verder werd opgevoed door zijn oom. Butler volgde les aan Edgefield Academy en University of South Carolina. In 1856 studeerde hij rechten en werd het jaar erop toegelaten tot de balie. Hij opende een advocatenkantoor in Edgefield. Op 25 februari 1858 huwde hij met Maria Calhoun Pickens, dochter van Francis Wilkinson Pickens, de gouverneur van South Carolina tussen 1860 en 1862.  Butler werd in 1860 verkozen in het South Carolina House of Representatives⁣, maar nam in 1861 ontslag toen de Amerikaanse Burgeroorlog uitbrak.

## Amerikaanse Burgeroorlog

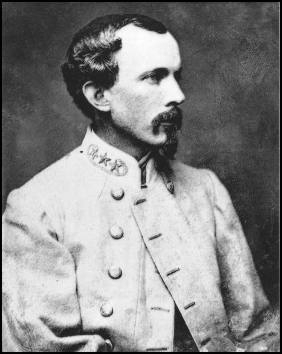
Kolonel Matthew C. Butler tijdens de Amerikaanse Burgeroorlog

Bulter nam dienst in een cavalerie-eenheid verbonden aan Hampton's Legion en werd op 12 juni 1861 benoemd tot kapitein. Enkele weken later, op 21 juli 1861, werd hij bevorderd tot majoor. Toen het cavaleriebataljon werd samengevoegd met het 4th South Carolina Battalion, werd Butler op 22 augustus 1862 aangesteld als kolonel van het nieuwe 2nd South Carolina Cavalry Regiment. Zijn eenheid werd ingezet in vrijwel alle grote veldtochten aan het oostelijke front. Hij raakte tijdens de Slag bij Brandy Station, op 9 juni 1863, gewond aan zijn rechtervoet.  Op 1 september 1863 werd hij bevorderd tot brigadegeneraal. Hij kreeg het commando over een brigade in Wade Hamptons divisie van het Cavalry Corps in het Army of Northern Virginia. Toen Hampton het bevel op zich nam van het korps op 11 augustus 1864 kreeg Butler een divisie toevertrouwd. Butler diende nog tijdens de Carolina's-veldtocht waar hij een divisie aanvoerde tijdens de Slag bij Bentonville. Hij raakte opnieuw gewond.

## Latere jaren
Na de oorlog keerde Butler terug naar Edgefield waar hij opnieuw aan de slag ging als advocaat. Hij zetelde opnieuw kort in het South Carolina House of Representatives tussen 1865 en 1866. Butler werd lid van de Democratische Partij. In 1870 nam hij, zonder succes, deel aan de verkiezing voor lieutenant governor. Hij was eveneens lid van de Union Reformpartij.
Toen de Noordelijke legereenheden zich in 1877 terugtrokken uit de Zuidelijke Staten was de Reconstructieperiode voorbij. Tijdens de verkiezingen van 1876 won de Democratische Partij in South Carolina en werd Butler verkozen als Senator. Bulter werd twee keer herverkozen en zetelde tussen 1877 en 1895 in de senaat. Toen hij voor een vierde ambtstermijn ging, werd hij verslagen door Benjamin Tillman die enige populariteit had verworven als gouverneur.
Ondertussen had Butler nog altijd zijn advocatenkantoor die hij in Washington D.C. had gevestigd zodat hij gemakkelijk naar de senaatszittingen kon. In 1898 werd hij aangesteld als generaal-majoor bij de vrijwilligers en nam hij deel aan de Spaans-Amerikaanse Oorlog. Daar diende hij samen met andere voormalige Zuidelijke officieren zoals Fitzhugh Lee, Thomas L. Rosser en Joseph Wheeler. Na de Amerikaanse overwinning superviseerde Butler de evacuatie van de Spaanse eenheden uit Cuba. Hij werd op 15 april 1899 eervol ontslagen uit het United States Army. In hetzelfde jaar werd Butler lid van de veteranenvereniging Military Order of Foreign Wars.
In 1903 werd hij verkozen tot voorzitter van de Southern Historical Society, een organisatie die de archieven en documenten bewaard omtrent de Geconfedereerde Staten van Amerika. Het jaar nadien verhuisde hij naar Mexico om directeur te worden van een mijnbedrijf. Hij had zijn eerste echtgenote verloren in 1900, maar huwde nog een tweede keer met Nannie Whitman in 1906. Hij keerde terug naar Washington D.C. en overleed op 14 april 1909. Hij werd begraven Willow Brook Cemetery in Edgefield, South Carolina.